# Biei
Biei (jap. 美瑛町 Biei-chō) – miasto w Japonii, w prefekturze Hokkaido, w podprefekturze Kamikawa. Według danych na rok 2020 miejscowość zamieszkiwało 9 668 mieszkańców , a gęstość zaludnienia wyniosła 14,3 os./km².

## Galeria

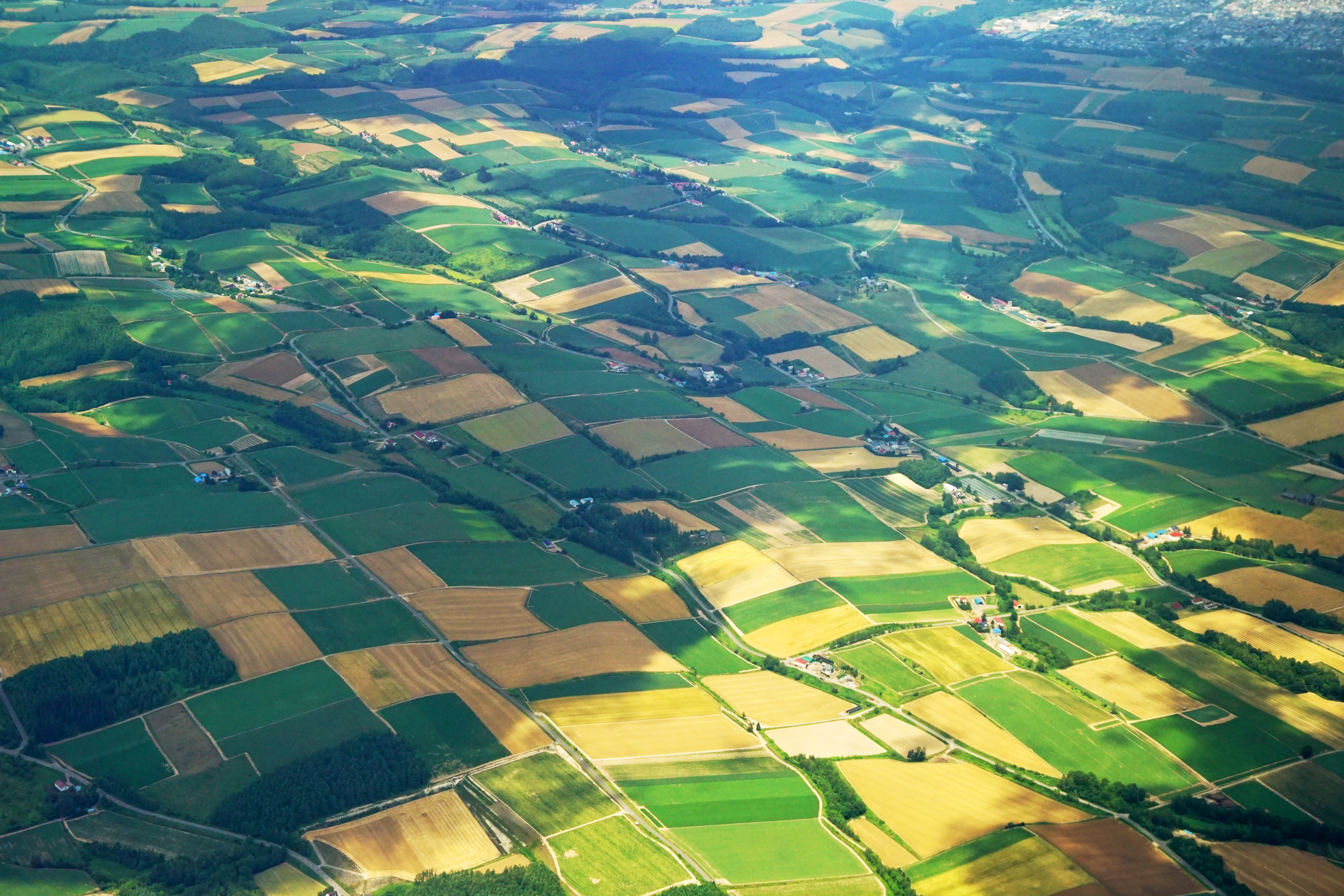
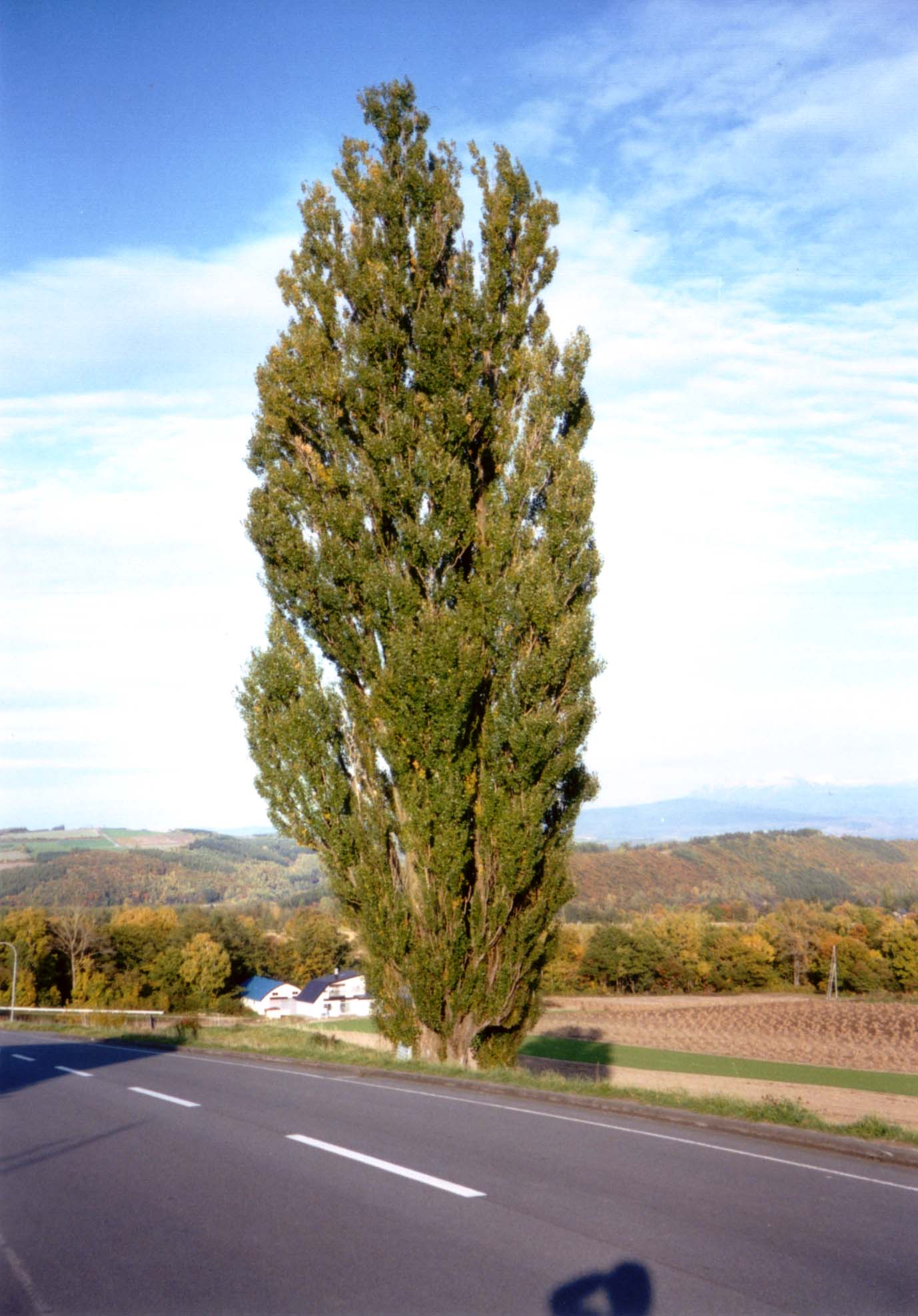
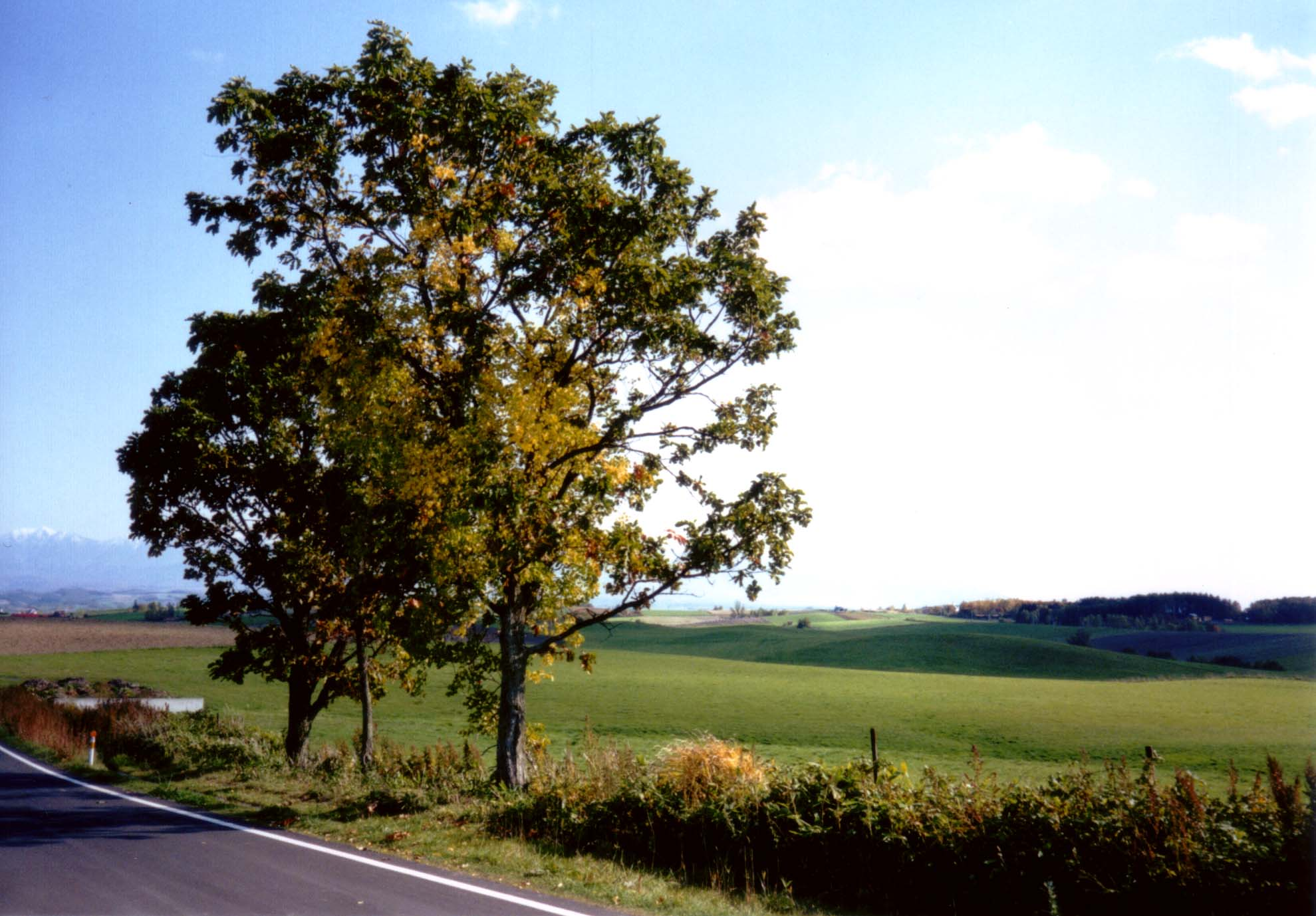
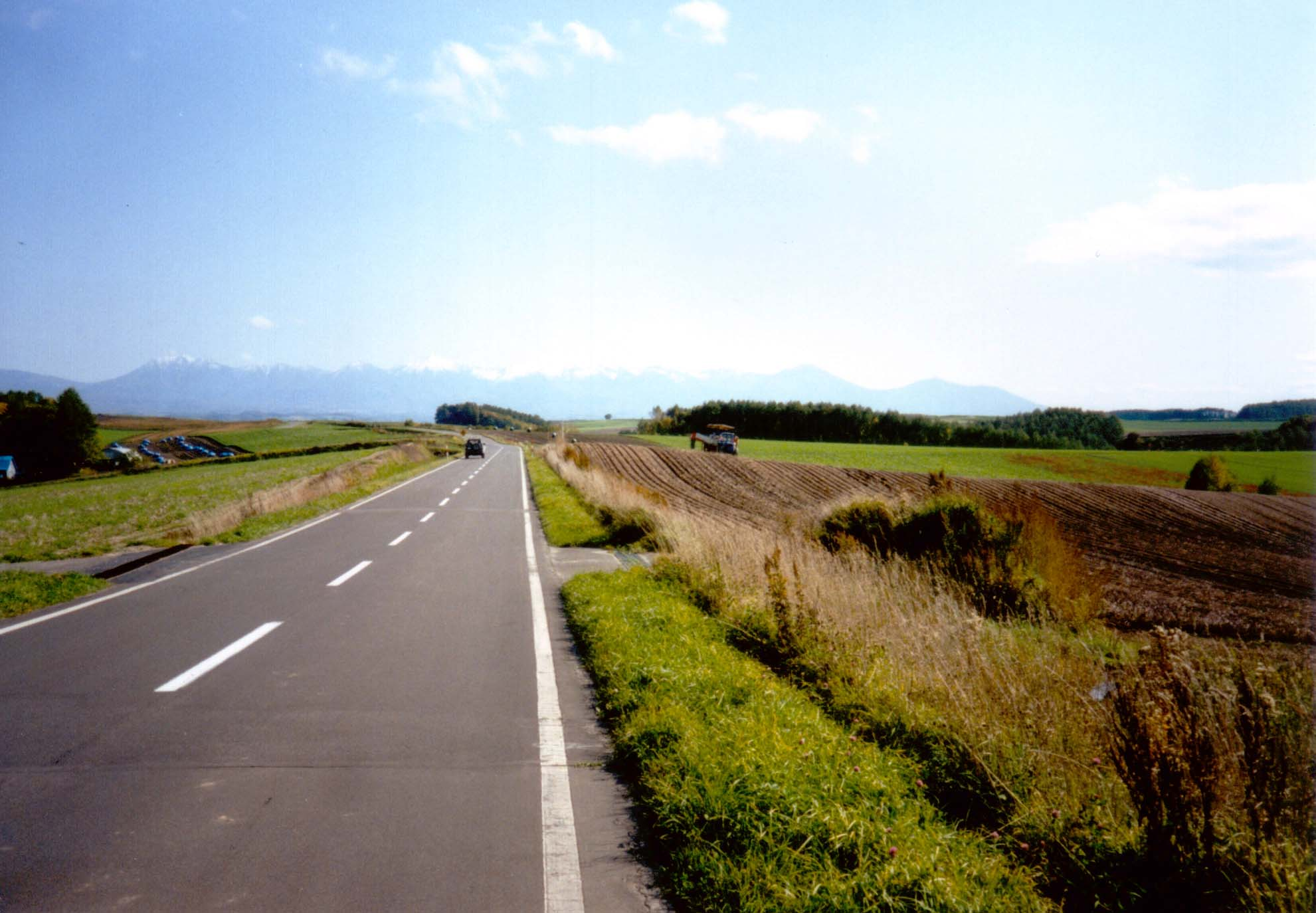
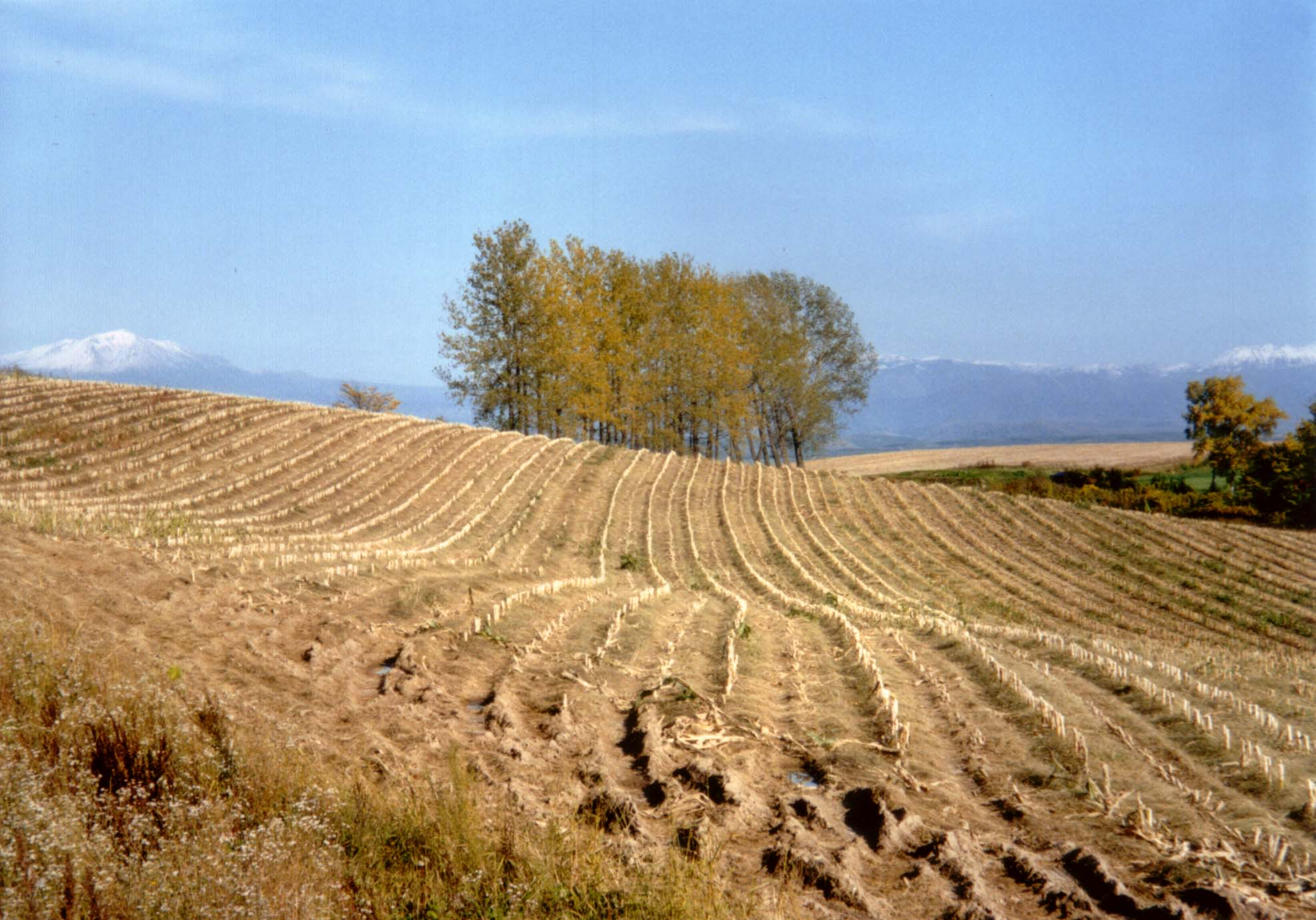
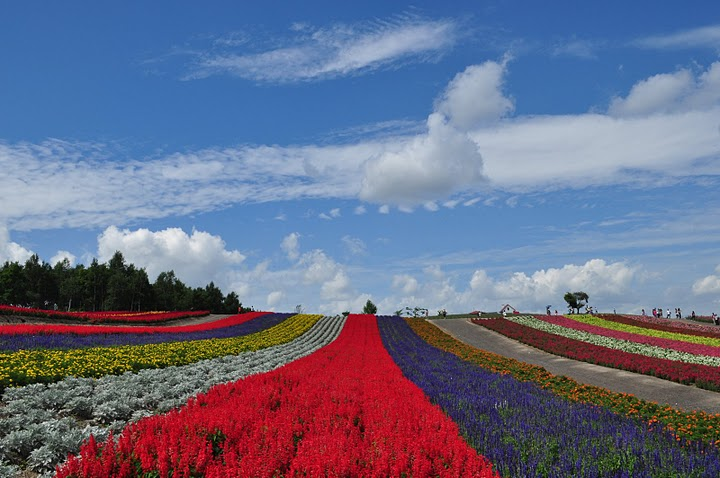
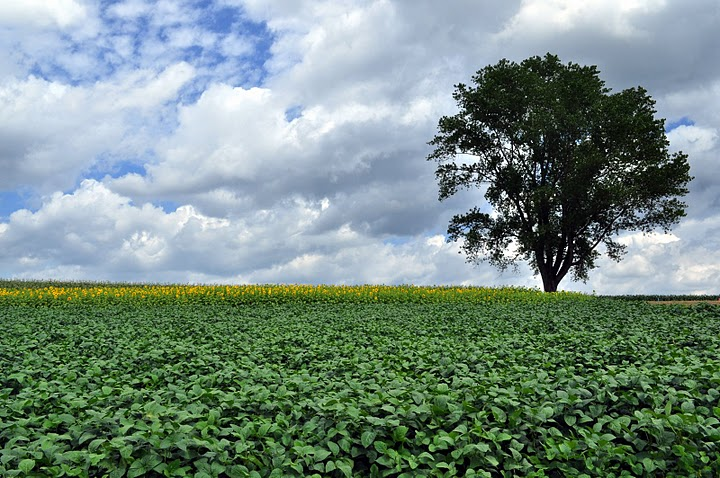